# Urowo
Urowo [uˈrɔvɔ] (German Auer) là một ngôi làng thuộc khu hành chính của Gmina Zalewo, thuộc hạt Iława, Warmian-Masurian Voivodeship, ở miền bắc Ba Lan. Nó nằm khoảng 14 kilômét (9 mi)   về phía đông nam của Zalewo, 18 km (11 mi) phía đông bắc Iława và 54 km (34 mi) về phía tây của thủ đô khu vực Olsztyn.